# Chironomus sollicitus
Chironomus sollicitus är en tvåvingeart som beskrevs av Hirvenoja 1962. Chironomus sollicitus ingår i släktet Chironomus, och familjen fjädermyggor. Arten har ej påträffats i Sverige.